# Cuestión universitaria
La Cuestión universitaria es una expresión con la que se suele referir, de forma genérica, a cualquier cuestión generada en el ámbito de la universidad, especialmente un conflicto; tanto los relacionados con el profesorado como los que implican al movimiento estudiantil.
De forma concreta, la bibliografía utiliza la expresión para referirse a alguno de los conflictos universitarios más importantes, por ejemplo, las movilizaciones universitarias de los movimientos sociales de 1968, u otros, ya desde el siglo XIX. Por lo demás, el concepto ha adquirido solidez en el estudio tanto histórico como teórico.

## España
En España es el nombre utilizado por la historiografía para designar varios momentos críticos en la historia de la universidad española:
- Primera cuestión universitaria, 1864-1865: expulsión de Emilio Castelar y Nicolás Salmerón.

- Segunda cuestión universitaria, 1875 (por la aplicación del llamado decreto Orovio). Se expulsó a los más significados krausistas: Augusto González Linares y Laureano Calderón de la Universidad de Santiago de Compostela, y Francisco Giner de los Ríos, Nicolás Salmerón y Gumersindo de Azcárate de la Universidad de Madrid. Para continuar con la enseñanza fuera del entorno universitario, fundaron la Institución Libre de Enseñanza. Fueron restituidos en sus cátedras por el gobierno Sagasta en 1881.[2]

- Sucesos de 1956, que produjeron la dimisión de Pedro Laín Entralgo y el cese de Joaquín Ruiz-Giménez.

- Sucesos de 1965, que produjeron la expulsión de los catedráticos José Luis López Aranguren, Enrique Tierno Galván y Agustín García Calvo, y la inhabilitación temporal de Santiago Montero Díaz y Mariano Aguilar Navarro, con los que se solidarizaron Antonio Tovar y José María Valverde.

El término sigue utilizándose para referirse a conflictos de mayor o menor entidad.
Existe una revista con el título La Cuestión Universitaria, publicada por la Universidad Politécnica de Madrid.

## Hispanoamérica
En Argentina y otros países hispanoamericanos:
- Reforma universitaria de 1918.